# Бортнянський Дмитро Степанович
Дмитро́ Степа́нович Бортня́нський (28 жовтня 1751, Глухів, Гетьманщина — 28 вересня (10 жовтня) 1825, Санкт-Петербург, Російська імперія) — український композитор, співак, капельмейстер. Автор  6 опер, камерно-інструментальних творів, хорових циклічних концертів, 10 двохорних концертів, херувимських та причасних творів. Мав значний вплив на подальший розвиток класичної музики на Гетьманщині та Російській імперії.

## Походження
Рід свій предки Дмитра Бортнянського вели з села Бортне (на Лемківщині у Галичині). Батько майбутнього композитора, Стефан Шкурат, емігрував з Речі Посполитої на Гетьманщину, де він став жителем міста Глухова, тобто «глухівським міщанином», змінив своє прізвище на Бортнянський (за назвою рідного села), 1755 року обраний на посаду козацького сотника, ставши членом полкової старшини Ніжинського полку. Там одружився з удовою-козачкою Мариною Дмитрівною Толстою (прізвище Толстая — від першого чоловіка з Московії).

## Життєпис
Народився 28 жовтня 1751 року в Глухові — столиці Гетьманщини та головній резиденції Гетьмана Кирила Розумовського. Відомостей про дату народження композитора не збереглося, однак найімовірнішою деякі дослідники вважають 28 жовтня (за старим стилем), ґрунтуючись на тому, що найпопулярнішим святим, на ім'я Димитрій (Дмитро) на теренах України був святий Димитрій, день пам'яті якого припадає на цей день.
Початкову музичну освіту здобув у Глухівській співацькій школі, яка готувала співаків для придворної хорової капели в Петербурзі. У юному віці його за сильний голос і музикальність вирізнив з-поміж однолітків Марко Полторацький і забрав на Московщину, до Петербурга до хорової капели, де він навчався у її керівника, італійського композитора й аранжувальника Бальдассаре Ґалуппі.
Згодом Ґалуппі, за вказівкою цариці Єлизавети Петрівни, взяв свого вихованця до Італії, де він навчався протягом десяти років у Венеції, Болоньї, Римі та Неаполі. В Італії були з успіхом поставлені опери Бортнянського на італійські лібрето — «Креонт» (1776), «Алкід» (1778), «Квінт Фабій» (1779). Бортнянський бере участь у діяльності музичної академії в Болоньї. Його опери йшли у венеційському театрі «Сан Бенедетто».
У 28-річному віці Бортнянський повернувся до Петербурга, де отримав посаду придворного капельмейстера, а 1784 року — капельмейстера «малого двору» престолонаслідника Павла Петровича. За Бортнянського петербурзька придворна капела досягла високого рівня. Перебуваючи на службі керівника капелою Бортнянський написав багато інструментальних творів, три опери на французькі лібрето «Сокіл» (1786), «Син-суперник» (1787), пасторальну комедію «Свято сеньйора» (1786), ряд творів для клавесина та ін..
Бортнянський був першим композитором у Російській імперії, музичні твори якого почали виходити друком. 1782 року в Петербурзі вийшла друком його «Херувимська», 1784 року — триголосний хор «Хай відправиться молитва моя». 1793 року в Петербурзі вийшли друком романси Дмитра Бортнянського.
У 1796 році, після зведення Павла І на престол, Бортнянський отримав посаду директора придворної капели, на цій посаді композитор перебував до кінця життя. Як і його попередники, Бортнянський поповнював капелу переважно вихідцями з України, зокрема Глухівської співацької школи. 1802 року було засновано Петербурзьке філармонічне товариство, на концертах якого з успіхом виконувалися хори Бортнянського. 1816 року композитора було призначено головним цензором видань духовних творів.
Наприкінці життя Бортнянський продовжував писати романси, пісні, кантати. Він написав гімн «Співець у стані російських воїнів» на слова поета Михайла Хераскова, присвячений подіям франко-російської війни 1812 року. В останні роки життя Бортнянський працював над підготовкою до видання повного зібрання своїх творів, у яке він вклав майже всі свої кошти, але так і не побачив його. Композиторові вдалося лише видати найкращі зі своїх хорових концертів, написаних у молодості, як «Духовні концерти на чотири голоси, створені і знову виправлені Д. Бортнянським».
Бортнянський помер 1825 року в Петербурзі, похований на Смоленському цвинтарі на Васильєвському острові, на могилі композитора було встановлено пам'ятник і обеліск. У 1930-х роках в ході підготовки до знищення кладовища значну частину історичних поховань було вандалізовано, зокрема втрачено й могилу Бортнянського.
Повне зібрання творів Бортнянського видане у 10 томах 1882 року за редакцією композитора Петра Чайковського.
У 2016 році у видавництві «Carus Verlag» вийшла друком нова редакція концертів Д. Бортнянського. У ній відтворено всі особливості нотації, узяті з архівних джерел 1780 — 1830-х років, які були пропущені або змінені в редакції П. Чайковського 1880-х років. Автор видання Кузьма Маріка Христина — доктор філософії Індіанського університету (Indiana University), професор Університету Каліфорнії в Берклі (University of California, Berkeley, США).

## Характеристика творчості
Музична спадщина Бортнянського досить велика. Як і більшість композиторів свого часу, він писав для придворного середовища: духовну музику — для Придворної співацької капели, світську — для «малого» двору в Павловську та Гатчині.

### Духовна музика

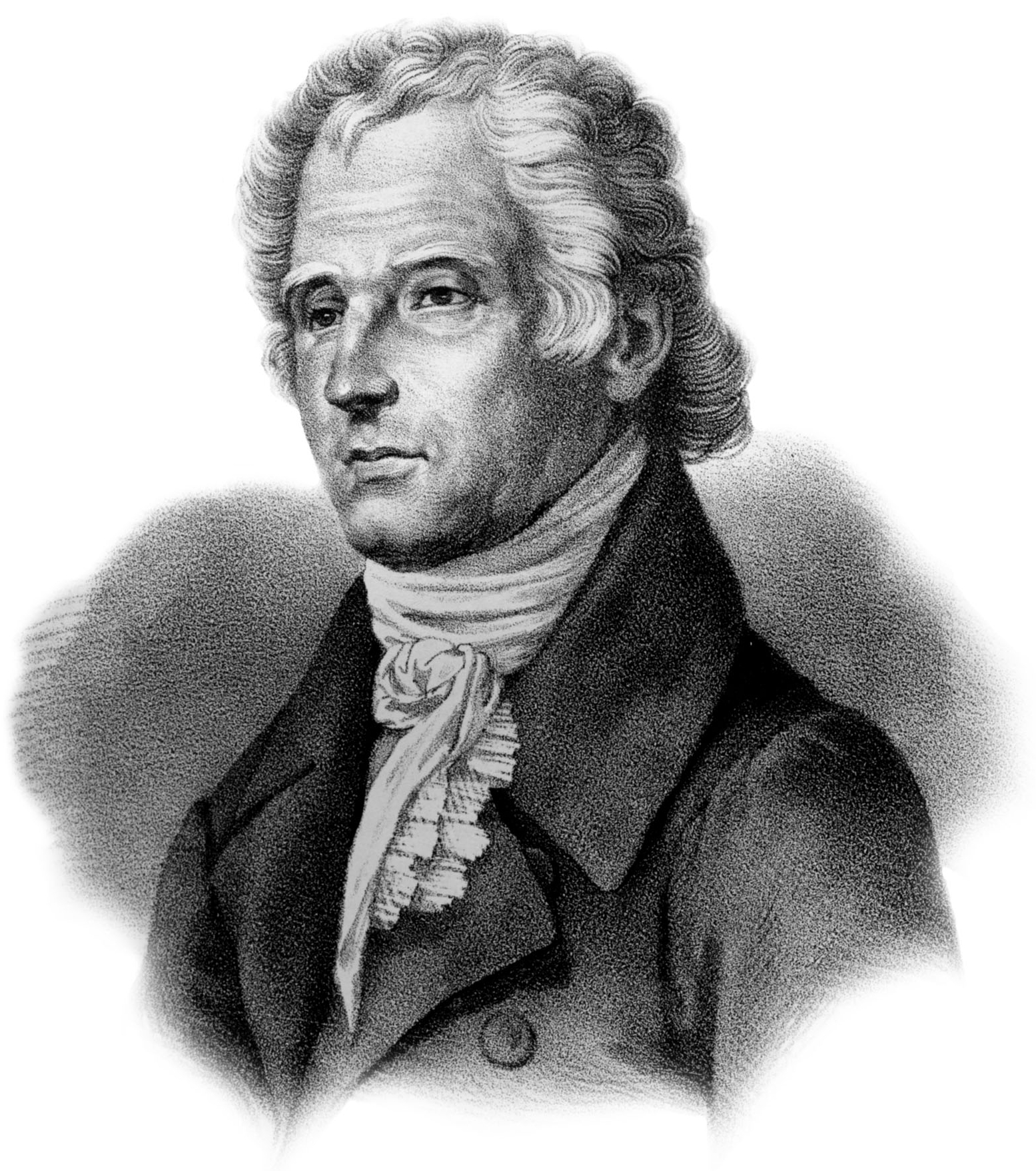
Дмитро Бортнянський

Духовна музика Бортнянського охоплює 35 чотириголосних хорових концертів для різних складів, які називалися в його час псалмами, 10 двохорових концертів, 14 чотириголосних концертів «Тебе Бога хвалимо», 29 окремих літургійних співів, триголосну літургію, духовні твори для жіночого хору з рефреном мішаного хору, обробки давніх церковних київських та болгарських наспівів та багато інших.
Найвідомішими серед духовних творів вважаються 35 чотириголосних концертів. Хоча точних відомостей про час написання цих концертів немає, вважають, що переважну більшість концертів було написано в 1780-х — на початку 1790-х років. У більшості концертів композитор використовує тексти псалтиря (як правило, окремі строфи) переважно світлого характеру. Винятком є концерти № 32 і 33, що використовують скорботні благальні рядки.
У стилістичному відношенні концерти мають виразні ознаки класичного стилю. В жанровому — пов'язані з міськими музичними жанрами (кант, марш, українська пісня-романс).
У структурному відношенні концерти — це три- або чотиричастинні цикли. В більшості випадків частини мають темповий контраст, причому кінцеві частини — швидкі, проте ліричні та лірико-драматичні за характером. Концерти починаються з повільних частин. Як правило, частини циклів не пов'язані між собою тематично (за винятком концерту № 21).
Гектор Берліоз так схарактеризував його хорову творчість:
|  | «...твори його свідчать про рідкісний досвід у групуванні вокальних мас, чудове розуміння нюансування, повнозвучність гармонії. А найбільше дивує свобода розміщення хорових партій... У цій гармонійній тканині були поєднання, які здаються неможливими: то чулися зітхання, то неясний дрімотний шепіт, часом з'являлися акценти, за силою схожі на крик, який захоплює ваш дух, стискає серце й груди, а потім усе розчинялося в безмірному легкому decrescendo; здавалося, хор ангелів залишав землю й поступово зникав у небесній височині». |

### Оперна творчість
Бортнянському належать 6 опер, з яких перші три він створив в Італії на тексти італійською мовою, а останні три — в Росії на тексти французькою мовою. Із трьох італійських опер лише опера «Алкід» була надрукована, тоді як третя — «Квінт Фабій» — існує лише в рукописі, а перша — була знайдена лише в 2024 році. Опери написані в традиціях опери-серіа, із значним впливом тогочасних новаторських течій, що наближали оперу до драми. Зокрема, в опері «Алкід» образ головного героя розкритий у розвитку, показані різні стани його душі. До новаторських рис можна віднести також тенденцію до драматизації речетативів та посилення драматургічної функції хору.
Із трьох опер російського періоду найвідоміша його друга опера — «Сокіл», яка була поставлена після майже двох століть забуття на сцені Московського камерного музичного театру в 1970-ті роки і записана на платівки. Всі опери російського періоду відносять до лірико-комічного жанру, відмічають поєднання традицій французької комічної опери та італійської опери-буффа.
В Україні з опер Д. Бортнянського виконувалися «Алкід» (концертні виконання 1984 року в Державній філармонії УРСР італійською мовою і 2000 року Товариством камерної опери в Києві українською мовою в перекладі Максима Стріхи) та «Сокіл» (концертні виконання 1995 року Товариством камерної опери в Києві і 1997 року Національною філармонією України, сценічне виконання 1996 року Товариством камерної опери в Києві, всі українською мовою також в перекладі Максима Стріхи).

### Інструментальна творчість
Інструментальні твори Бортнянського були написані у другій половині 1780-х років, в той же час коли і опери на франкомовні лібрето. Збереглася лише невелика кількість інструментальних творів Бортнянського — три сонати для клавесину, концерт для чембало з оркестром, квінтет і Концертна симфонія. Ці твори призначалися для салонного музикування при «малому» дворі престолонаслідника Павла, а клавірні твори, імовірно, призначалися для виконання його дружиною — Софією Доротеєю Вюртенберзькою.
У стильовому відношенні інструментальні твори Бортнянського належать до класичного стилю. На них позначилися впливи клавірних сонат Й. К. Баха, італійської інструментальної сонати, оперної увертюри, симфонії, а також впливи мангеймської та віденської шкіл. Образній сфері притаманний світлий і життєрадісний характер. Характерні жвавість руху, динамізм, що співіснує з грайливою або кантиленною лірикою і не характерні конфліктність, чи драматичні колізії.
Більшість творів одночастинні (дві з трьох клавірних сонат) або є тричастинними циклами (квінтет, симфонія, одна з сонат), в яких крайні частини — швидкі, а середня — повільна. В перших частинах сонат використовується старосонатна форма з характерним переважанням експозиційності і відсутнім або слабко вираженим тематичним розвитком. У фіналах застосовується форма рондо.
Хоча інструментальна музика порівняно легка з технічної точки зору, дослідники відмічають у ній «незвичайне багатство художніх образів, найвищий творчий інтелект композитора». Л. Корній відмічає, що в мелодиці ліричних і танцювальних тем відчутні українські національні риси.

## Вплив на подальший розвиток російської та української музики
Творчість Бортнянського мала значний вплив на подальший розвиток як української, так і російської музики.
Майже півстоліття життя Бортнянського було пов'язане з музичною освітою, з найважливішими процесами становлення музичної культури в Росії, завдяки чому в Росії Бортнянського вважають російським композитором. За оцінкою російського музикознавця Бориса Асаф'єва, «Бортнянський виробив стиль з характерними зворотами, який зберіг свою силу на кілька поколінь вперед. Ці типові звороти не лише потрапили до Михайла Глінки, а й далі — до Петра Чайковського, Миколи Римського-Корсакова і Олександра Бородіна».
У той же час, починаючи з 1920-х років, творчість Бортнянського стає предметом особливої уваги українських музикантів. Станіслав Людкевич у статті «Д. Бортняський і сучасна українська музика» (1925) закликав українських музикантів розвивати традиції, закладені Бортнянським, «глибше і ґрунтовніше зануритися у велику культурну скарбницю, що зосереджена в творах Бортнянського, знайти в ній джерела й основи нашого відродження».
Традиційно українські музикознавці наголошують на використанні інтонацій української народної пісенності у хоровій творчості, що було зумовлено тим, що перші музичні враження композитором були отримані в Україні, українцями були також більшість друзів Бортнянського у хоровій капелі та його вчитель — Марко Полторацький. Зокрема, Лідія Корній відмічає:
- типові для українських пісень низхідну ліричну сексту V — VII# — І ступенем (на прикладі хорових концертів: № 13, кінець ІІ ч. та № 28, фінал)
- типові звороти зі зменшеною квартою між ІІІ і VII# ступенями у мінорі,
- типові для ліричних пісень жалібні інтонації зі збільшеною секундою між III і IV# ступенями у мінорі.

Українські інтонації у творчості Д. Бортнянського зазначає і Станіслав Людкевич:
| ...хоча він перейняв манери італійського стилю, а став реформатором церковного співу в Петербурзі, то, проте, усі його твори (навіть з так осоружними нашому духові «фугами») заховали стільки типово української мелодики, що через те якраз він тепер став непопулярний у москалів, а всякий чужоземець від першого разу чує в них щось незнаного собі, оригінального[19] |
Вплив творчості Бортнянського спостерігається у творчості видатних українських композиторів Миколи Лисенка, Кирила Стеценка, Михайла Вербицького, Миколи Леонтовича, Миколи Дремлюги, Лева Ревуцького, Климентія Домінчена, Бориса Лятошинського тощо.

## Пам'ять
|                                       |  |  |
| Ювілейна монета "Дмитро Бортнянський" |  |  |

Ім'ям Дмитра Бортнянського названі Сумський коледж культури і мистецтв.
Вулиця Дмитра Бортнянського існує в Борисполі, Дрогобичі, Львові, Сумах, Ходорові, Чернігові.
У Глухові, на батьківщині композитора встановлено пам'ятник композиторові авторства Інни Коломієць.
На початку 1990-х народна артистка України Наталя Свириденко (клавесин) створила Тріо імені Дмитра Бортнянського (клавесин, флейта, сопрано), яке активно популяризувало творчість композитора.
До 270-ліття від дня народження композитора Національний банк України ввів в обіг ювілейну монету, присвячену йому.

## Список творів
| Опери на лібрето італійською мовою - «Креонт» (1776, Венеція) - «Алкід» (1778, Венеція) - «Квінт Фабій» (1779, Модена) на лібрето французькою мовою - «Свято сеньйора» (1786, Павловськ) - «Сокіл» (1786, Гатчина) - «Син-суперник або Сучасна Стратоніка» (1787, Павловськ) | для симфонічного оркестру - Концертна симфонія камерно-інструментальні твори - Септет - Квінтет - Квартет - 8 сонат для клавесина - п'єси для чембало, скрипки. кантати - у тому числі «Певец во стане русских воинов» (сл. В. Жуковського, 1812) | хорові твори - духовні концерти (щонайменше 35 — для чотириголосого мішаного хору, 10 — для подвійного хору) - гімни, присвячені знатним особам - похвальні пісні (4 — для двоголосого хору, 10 — для восьмиголосого хору, причасники) - 2 літургії - херувимські (7 — для чотириголосого хору, одна — для восьмиголосого) - духовна музика латинською мовою («Ave Maria», «Salve Regina», мотети) |

### Вокальні твори на тексти іноземними мовами, перекладені українською
Перекладач — Борис Тен
- Романс «Мені Ісмена серцем вірить.»
- Романс «Гімн місяцю»
- Романс Поля і Віргінії.
- Арія Доктора з опери «Син-суперник».
- Арія Карлоса з опери «Син-суперник».
- Арієта Жанетти з опери «Сокіл».
- Романс Жанетти з опери «Сокіл».
- Арія Перлажуа з опери «Свято сеньйора».
- Арія Бабетти з опери «Свято сеньйора».
- Арія Любена з опери «Свято сеньйора».
- Арієта Жаннотьєра з опери «Свято сеньйора».
- Арієта Перетти з опери «Свято сеньйора».
- Дует метра Жака і Жаннотьєра з опери «Свято сеньйора».

Перекладач — Максим Стріха
- Опера «Сокіл», у повному обсязі[22]
- Опера «Алкід», у повному обсязі
- Опера «Креонт», у повному обсязі[23]
- Арія Саншетти з опери «Син-суперник»

## Видання музики
- Бортнянский Д. С. Светские произведения. Редактор-составитель А. В. Чувашов. СПб.: Планета музыки, 2018. 104 c.
- Бортнянский Д. С. Мотеты. Публикация, исследования и комментарии А. В. Чувашова. СПб.: Планета музыки, 2023. 248 с.